# شهرستان سوگ
شهرستان سوگ (به لاتین: Sog County) یک شهرستان‌های جمهوری خلق چین در چین است که در ناگچو واقع شده‌است.